# Свелинк, Ян Питерсзон
Ян Питерсзон Све́линк (Jan Pieterszoon Sweelinck; апрель или май 1562, Девентер — 16 октября 1621, Амстердам) — нидерландский композитор, органист, клавесинист и педагог. 

## Биография
Родился в семье органиста Питера Свиббертсона (Swybbertszoon). Вскоре семья переехала в Амстердам, где отец занял пост органиста центральной городской церкви Ауде керк. У отца Свелинк получил первые уроки музыки и игры на органе. Со второй половины 1570-х годов (первое точное свидетельство датировано 1580 годом) и до конца своих дней, ни разу не выезжая за границу, служил органистом в той же Ауде керк. Начиная с первой известной публикации своих сочинений (1594) пользовался только фамилией матери (Свелинк).
Славился как виртуоз клавирной импровизации, был прозван за это «амстердамским Орфеем». Слава Свелинка-педагога простиралась по всей Северной Европе, особенно велика была в Германии. Среди его учеников — основатели северогерманской органной школы Михаэль Преториус, Самуэль Шейдт, Генрих Шейдеман, Петр Хассе, Андреас Дюбен и др.
Свелинк умер по неизвестной причине 16 октября 1621 года и был похоронен в Ауде керк. Жена и пятеро из шести детей пережили его; старший из них, Дирк Янсон, сменил отца на посту органиста Ауде керк.

## Творчество
В истории музыки творчество Свелинка обычно рассматривают как переходное от эпохи Возрождения к эпохе барокко. В его вокальной музыке явно влияние старых нидерландских мастеров, французской полифонической шансон, итальянских мадригалистов. Новые барочные тенденции просматриваются в музыке, написанной для органа и клавесина.

В вокальном наследии Свелинка центральное место занимает многоголосная (на 4-8 голосов) музыка для всей Псалтири (во французском стихотворном переводе). Это грандиозное четырёхтомное собрание (1604, 1613, 1614, 1621) с точки зрения стиля неоднородно: исследователи находят здесь черты мотета, мадригала и даже вилланеллы. В основе всех многоголосных пьес лежит cantus firmus — простая мелодия соответствующего псалма из Женевской Псалтири. «Духовные песни» («Cantiones sacrae», 1619) — довольно традиционное собрание (37) пятиголосных мотетов на латинские тексты (преимущественно из Псалтири, но также новозаветный Магнификат и популярные гимнографические, например, Te Deum и Regina caeli), при этом «по-барочному» — с партией basso continuo. Свелинк также писал в жанрах французской многоголосной песни (более 30 шансон в сборниках 1594 и 1612 годов) и итальянского мадригала (19 пьес на 3-6 голосов). 
В инструментальной музыке (для органа и клавесина) Свелинк больше всего работал в жанрах фантазии (всего 20, из них 6 «в манере эхо») и токкаты (15). Наиболее популярны фантазия № 1 in d SwWV 258 (так называемая Хроматическая фантазия) и фантазия № 3 in g (др. названия — Дорийская фантазия и Fantasia contraria). В «Эхо-фантазиях» мастерски использовал регистровые и тембровые возможности органа. В инструментальном наследии также хоральные прелюдии (обработки преимущественно протестантских духовных песен, в том числе из Женевской Псалтири), вариации (11, включая три с особыми «тематическими» заголовками — «Ballo del granduca», «Engelsche fortuyn» и «More palatino»), ричеркары, паваны. Целый ряд сочинений для органа и клавесина, сохранившихся анонимно, современные исследователи (на основе стилистического анализа) атрибуируют как сочинения Свелинка.

## Издания сочинений
Наиболее полно семитомное издание сочинений Свелинка под редакцией Густава Леонхардта и др.: 
Opera omnia, ed. by Gustav Leonhardt, Alfons Annegarn, Frits Noske et al. Amsterdam: Vereniging voor Nederlandse Muziekgeschiedenis, 1957-90.
- v. 1 (1968; 2nd rev. ed., 1974) Instrumental works: fasc. 1. Keyboard works. Fantasias and toccatas; fasc. 2. Keyboard works. Settings of sacred melodies; fasc. 3. Keyboard works. Settings of secular melodies and dances. Works for lute
- v. 2 (1965) The first Book of Psalms
- v. 3 (1966) The second Book of Psalms
- v. 4 (1981) The third Book of Psalms
- v. 5 (1988) The fourth and last Book of Psalms. Early versions of Psalms 3 and 10
- v. 6 (1957) Cantiones sacrae
- v. 7 (1990) The secular vocal works and miscellanea (fasc. 1-2)
- v. 9 (не издан) Sweelinck-Compendium. Catalogue of works (= SwWV)

Новое издание всех клавирных сочинений осуществили Питер Дирксен и Харальд Фогель:
Complete keyboards works, ed. by Harald Vogel and Pieter Dirksen. Wiesbaden: Breitkopf & Härtel, 2004-07.
- v. 1 (2005) Toccatas
- v. 2 (2007) Fantasias
- v. 3 (2006) Variations on Chorales and Psalms
- v. 4 (2004) Song and Dance Variations

## Дискография
- Klavierwerk / Harlekijn, репринт — Philips (зап. 1981; собрание клавирной музыки на 4 CD в исполнении Тона Коопмана)[4]
- The choral works of Sweelinck / Radio Nederland — BFO (зап. 1986-1987 гг., собрание хоровой музыки на 3 CD; хормейстеры Уильям Кристи, Тон Коопман, Питер Филлипс, Филипп Херревеге и др.)[5]
- Het Sweelinck Monument / Glossa (зап. 2010-14 гг., 23 CD; 254 вокальные композиции Свелинка в записи ансамбля Gesualdo Consort Amsterdam под упр. Гарри ван дер Кампа на 17 CD; все клавирные сочинения на 6 CD, разные исполнители)[6]